# Прогрес M-MIM2
Прогрес М-МІМ2 — спеціалізований транспортний вантажний корабель-модуль (ТВКР), запущений до Міжнародної космічної станції. Серійний номер 302.

## Мета польоту
Доставка на орбіту малого дослідницького модуля №2 «Пошук», наукового обладнання і апаратури, продуктів харчування і води, а також засобів особистої гігієни космонавтів.

## Хроніка польоту
- 10.11.2009, в 17:22:04 (MSK), (14:22:04 UTC) — запуск з космодрома Байконур;[1]
- 12.11.2009, в 18:41:43 (MSK), (15:41:43 UTC) — здійснена стиковка з орбітальною станцією, до зенітного стикувального вузла перехідного відсіку службового модуля «Звезда». Процес зближення і стикування проводився в автоматичному режимі;
- 08.12.2009, в 03:16:04 (MSK), (00:16:04 UTC) — було здійснено розстикування приборно-агрегатного відсіку корабля «Прогрес М-МІМ2» від модуля «Звезда» із наступним спуском з орбіти.

## Перелік вантажів
Сумарна маса вантажів: 751 кг 
| Назва                                                                                    | Маса, кг) |
| ---------------------------------------------------------------------------------------- | --------- |
| Устаткування для систем:                                                                 |           |
| водозабезпечення (СВО)                                                                   | 88        |
| електроживлення (СЕП)                                                                    | 78        |
| бортових вимірювань (СБІ)                                                                | 3         |
| Засоби технічного обслуговування і ремонту (СТОР)                                        | 2         |
| Засоби санітарно-гігієнічного забезпечення                                               | 160       |
| Контейнери з раціонами харчування                                                        | 236       |
| Медичне обладнання, білизна, засоби особистої гігієни та профілактики впливу невагомості | 83        |
| Засоби індивідуального захисту                                                           | 74        |
| Засоби міжмодульних вентиляції                                                           | 16        |
| Бортдокументація, посилки для екіпажу                                                    | 11        |

## Фотографії

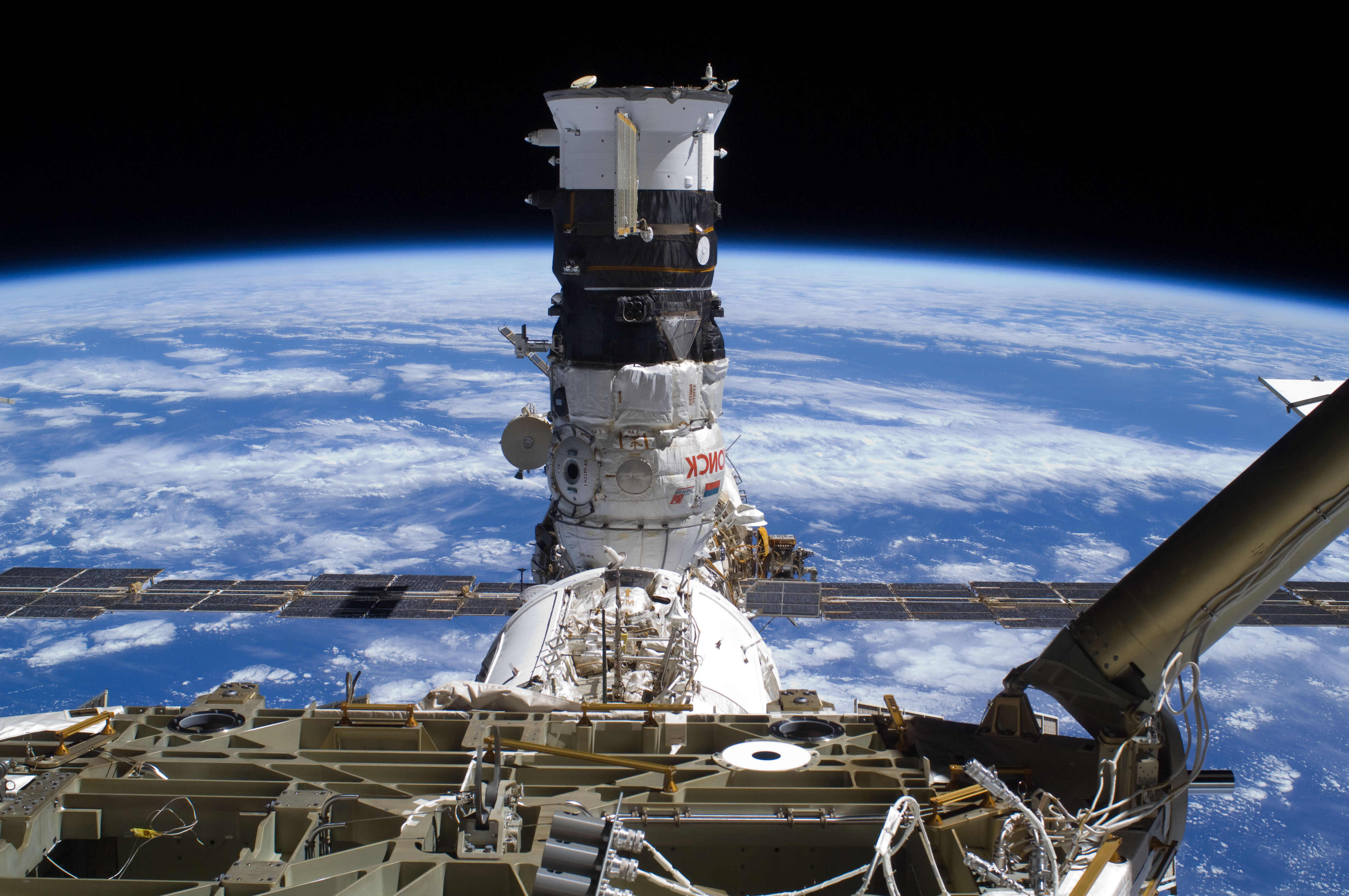
«Прогрес М-МІМ2» і «Пошук» пристиковані до МКС
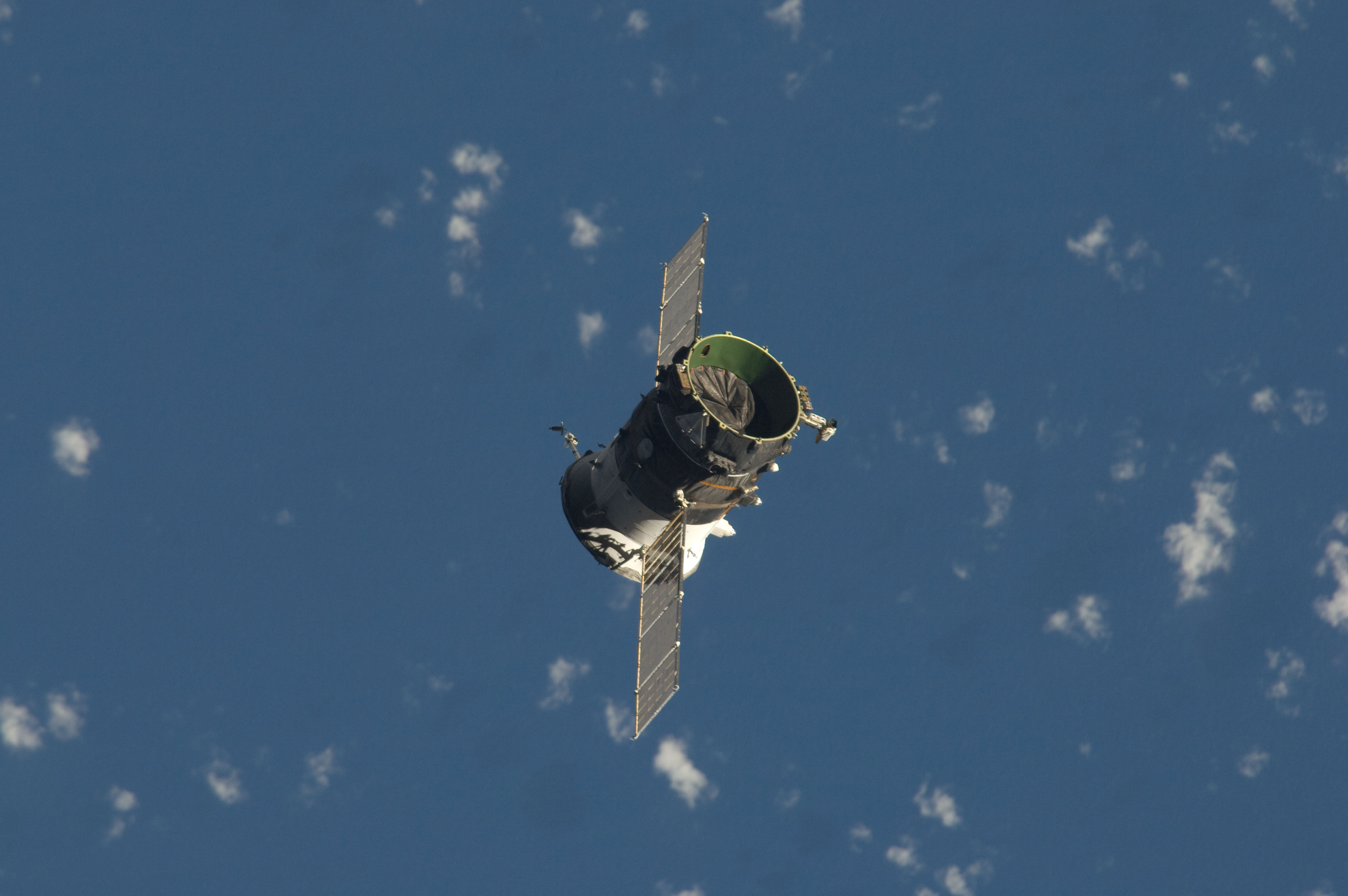
Приладно-агрегатний відсік